# 李成
李成（り せい）は、中国の人物。
- 『水滸伝』で登場する架空の人物。李成 (水滸伝)（中国語版） を参照。
- 金の武将。李成 (金)（中国語版） を参照。
- 下記の本項で述べる。

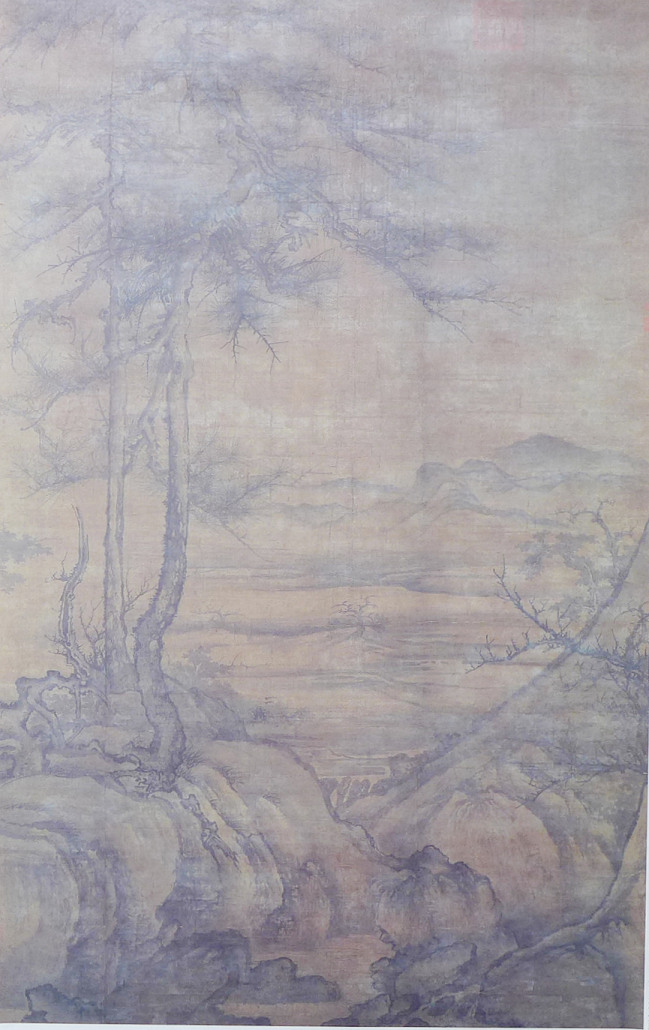
喬松平遠図

李成（り せい、919年 - 967年頃）は、中国の五代・北宋初期の山水画家。字は咸熙。
青州営丘県（現在の山東省濰坊市昌楽県）の人。唐の宗室の末裔とも言われる。祖父の蘇州刺史李鼎の代に営丘に移り住んだ事から李営丘ともいう。

## 生涯
李瑜の子として生まれた。後周の顕徳3年-5年に、枢密使の王朴に招かれて開封に出たものの王朴が没したため志を得ず、仕官を断念したが、開封での画名は高くなった。北宋乾徳年間に、同郷の衛融という高官が陳州（現在の河南省周口市）の刺史となり、李成を招いた。李成は一家で宛丘に移住しそこで逝去した。
北宋初期には范寛・関同と並んで「三家鼎峙」とも言われ、多く淡墨の山水を描いて「惜墨如金」ともよばれ、夢霧の如しとも言われた。のち、郭煕などがその画風を継承し、李郭派と呼ばれた。李成の絵画は、李成の子孫が回収してしまったためか、北宋後期、米芾の時代ですら、既に真蹟はほとんど無く、米芾は「無李論をつくりたい」とさえ述べている。
模写や流派作で李成の画風を推定するしかない。その画風を最もよくうかがえるとされる伝世作『喬松平遠図』は日本の澄懐堂美術館が所蔵している。清朝末期の陳介祺、王石経を経て山本悌二郎が入手した。
遼寧省博物館所蔵の『茂林遠岫図巻』も、かなり李成の画風を伝えていると考えられている。また、米国ネルソン・アトキンス美術館の『晴巒蕭寺図』は、李成作との伝承を持つ、むしろ宋時代の范寛派の作品だと考えられている。

茂林遠岫図巻
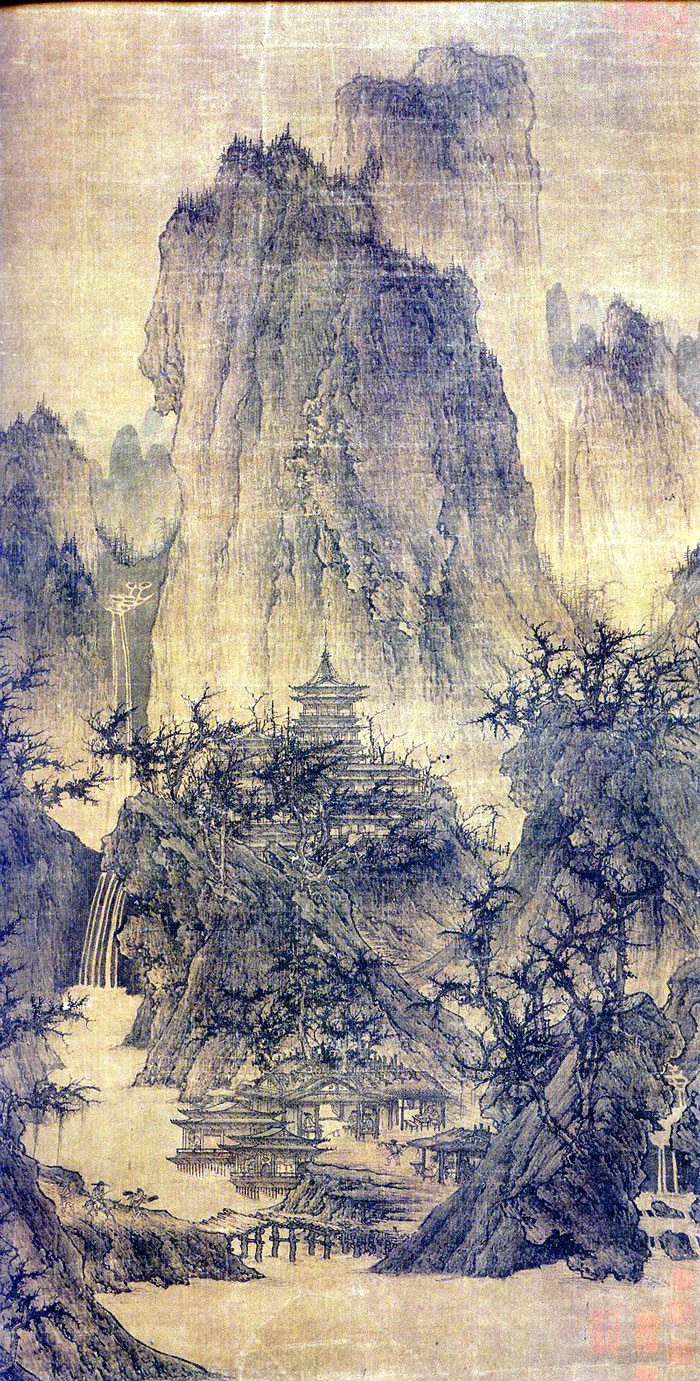
晴巒蕭寺図
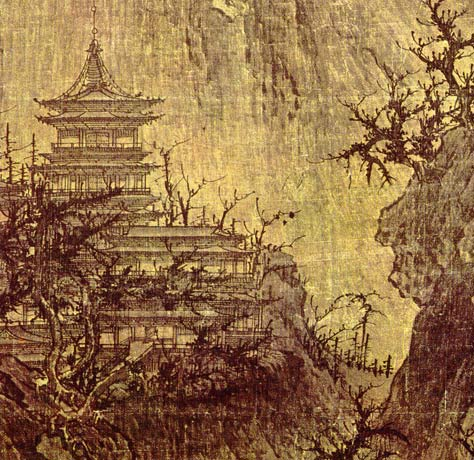
晴巒蕭寺図（部分）